# Drymaria monticola
Drymaria monticola là loài thực vật có hoa thuộc họ Cẩm chướng. Loài này được J.T.Howell mô tả khoa học đầu tiên năm 1935.